# Tribunal da Relação do Porto

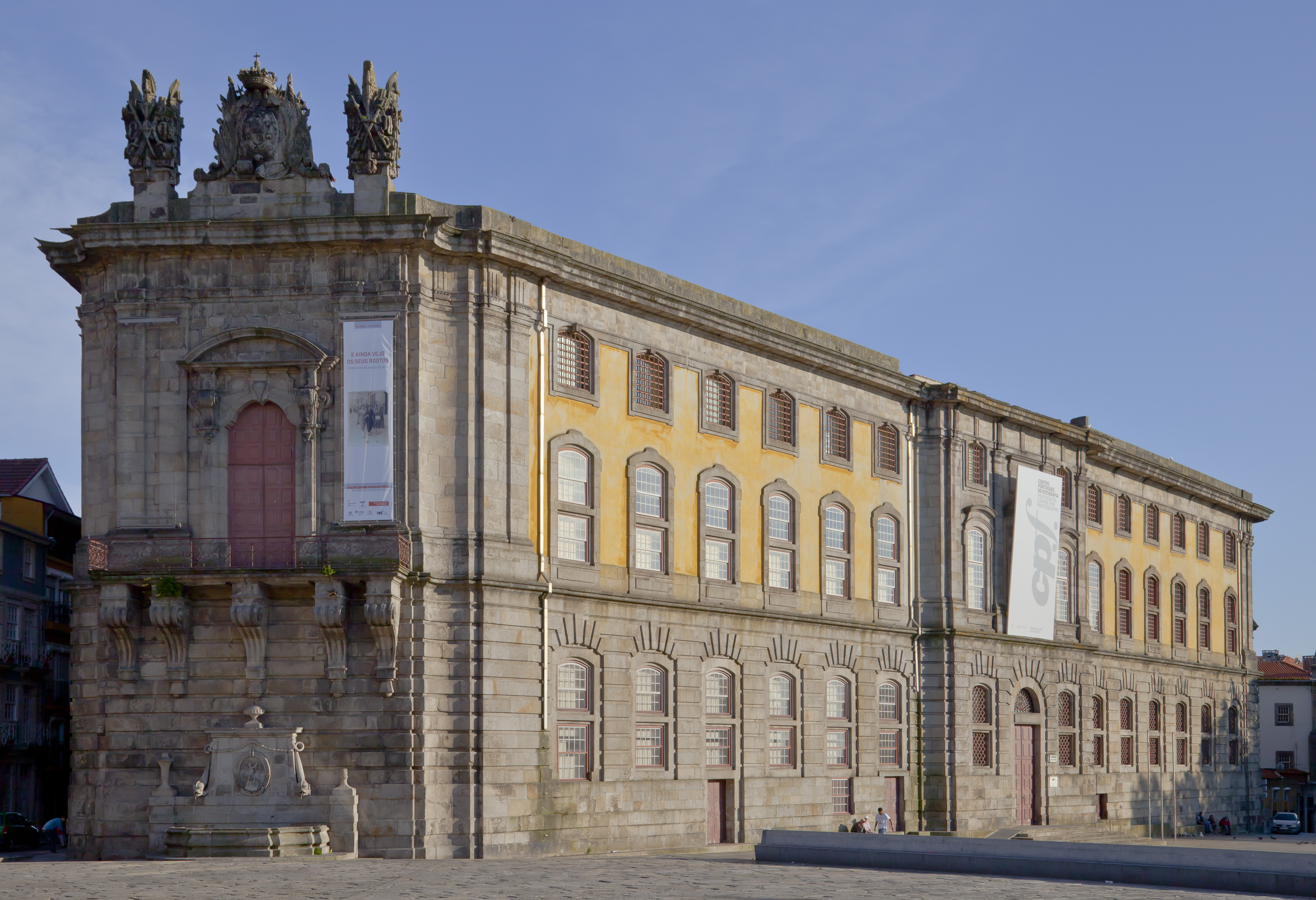
Edifício da antiga Relação do Porto.

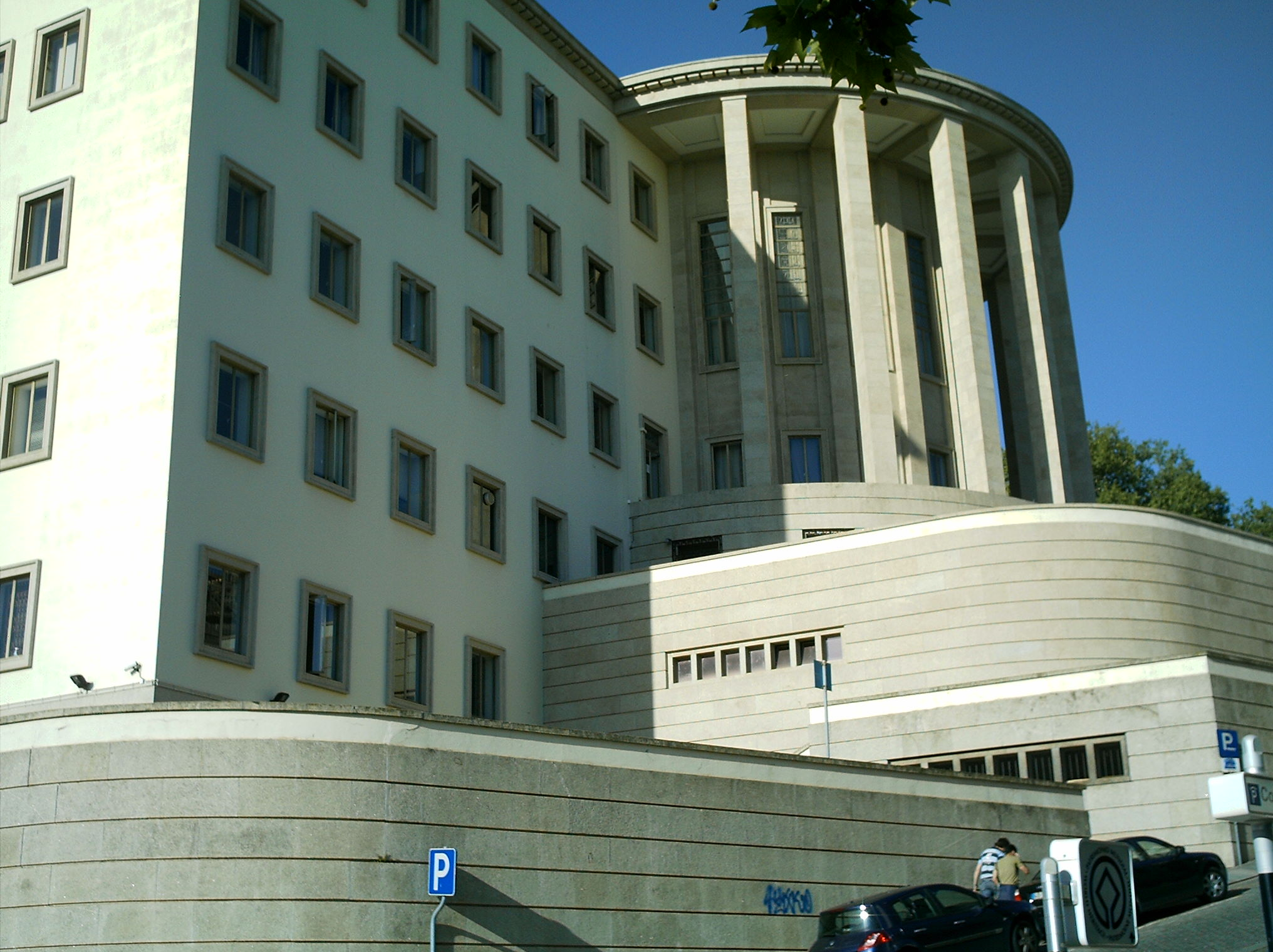
O Tribunal da Relação do Porto tem sede atualmente no Palácio da Justiça.

O Tribunal da Relação do Porto é um tribunal superior português, sediado no Porto, competente para julgar, em segunda instância, recursos provenientes das comarcas do Porto, Porto Este e Aveiro.
O tribunal está instalado, desde o século XX, no Palácio da Justiça do Porto.

## História
Inicialmente designado por Relação e Casa do Porto, a lei e regimento da sua fundação data de 27 de julho de 1582.
O regimento da Relação do Porto conferia-lhe poder para receber apelações e agravos provenientes das Justiças das comarcas de Trás-os-Montes, Entre Douro e Minho e Beira. Por razões funcionais de distância e de custos, excluía-se da sua jurisdição a correição de Castelo Branco que, pertencendo à comarca da Beira, continuaria a recorrer para a Casa da Suplicação, de Lisboa. Em compensação, e pelos mesmos motivos, sujeitavam-se-lhe as correições da cidade de Coimbra e da vila da Esgueira, embora se localizassem na comarca da Estremadura.